# Martna (plaats)
Martna (Duits: St. Martens) is een plaats in de Estlandse gemeente Lääne-Nigula, provincie Läänemaa. De plaats heeft de status van dorp (Estisch: küla).
Tot in oktober 2017 was Martna de hoofdplaats van de gemeente Martna. In die maand werd Martna bij de fusiegemeente Lääne-Nigula gevoegd.
De rivier Rannamõisa stroomt door het dorp.

## Bevolking
De ontwikkeling van de bevolking blijkt uit het volgende staatje:
| Jaar            | 2000 | 2011 | 2021 |
| --------------- | ---- | ---- | ---- |
| Aantal inwoners | 217  | 155  | 125  |

## Geschiedenis
De kerk van Martna is ouder dan het dorp. De eerste kerk werd gebouwd in de 13e eeuw, maar in 1298 vernield door troepen van de Lijflandse Orde die in oorlog waren met de aartsbisschop van Riga. Rond 1500 werd op initiatief van Johannes III Orgas, de prins-bisschop van Ösel-Wiek, de huidige kerk gebouwd, die 500 zitplaatsen heeft. De kerk is gewijd aan Martinus van Tours. De kansel is in empirestijl; het retabel is rond 1700 vervaardigd door Christian Ackermann. Het oudste voorwerp in de kerk is een doopvont, dat ongeveer net zo oud is als de kerk. Boven de noordelijke ingang is een steen met het wapen van de prins-bisschop aangebracht. Het orgel is gebouwd in 1845 door Carl August Tanton. De kerk heeft in 1863-1865 een restauratie ondergaan; de toren was pas voltooid in 1883. Bij een opknapbeurt in 2004 zijn middeleeuwse wandschilderingen ontdekt.
Pas na de Eerste Wereldoorlog ontstond een nederzetting rond de kerk. In 1977 werden de buurdorpen Enivere en Kuluse bij Martna gevoegd. Toen Enivere in 1997 weer een zelfstandig dorp was geworden, bleef de historische kern van het dorp bij Martna. Kuluse, dat het enige dorp op het landgoed van de kerk was geweest, werd pas in 2005 weer een zelfstandig dorp.

## Foto's

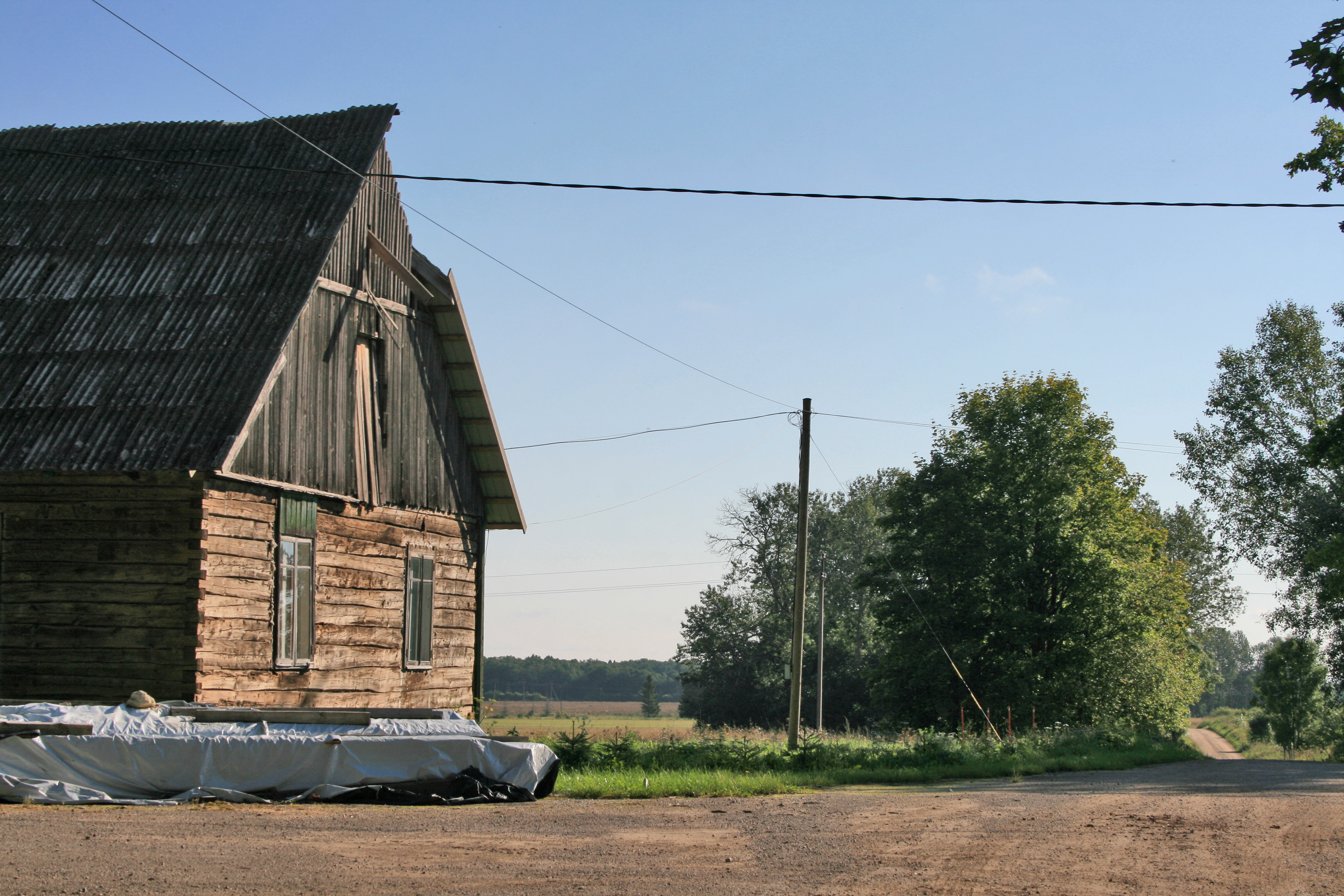
Houten huis
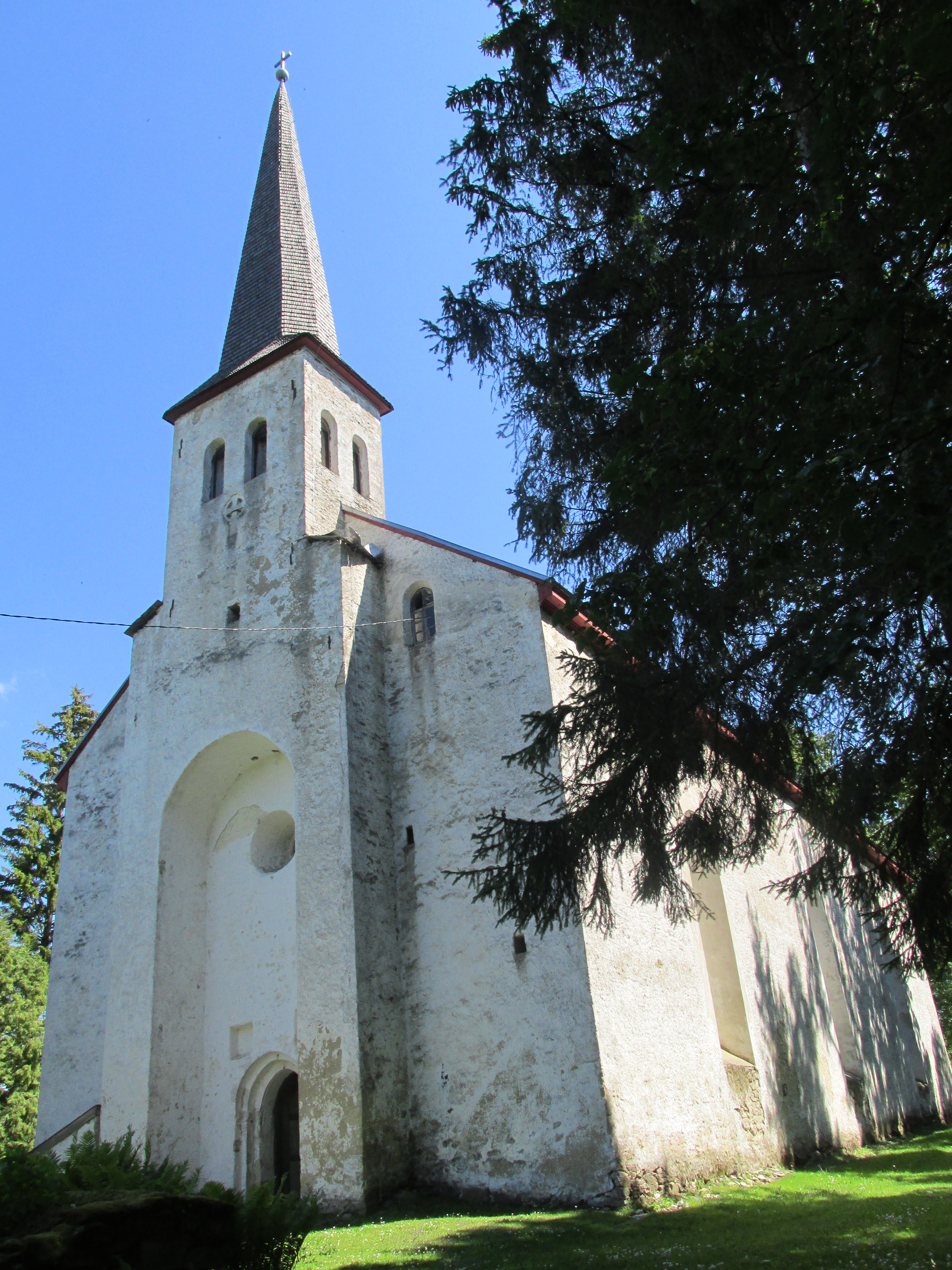
De kerk
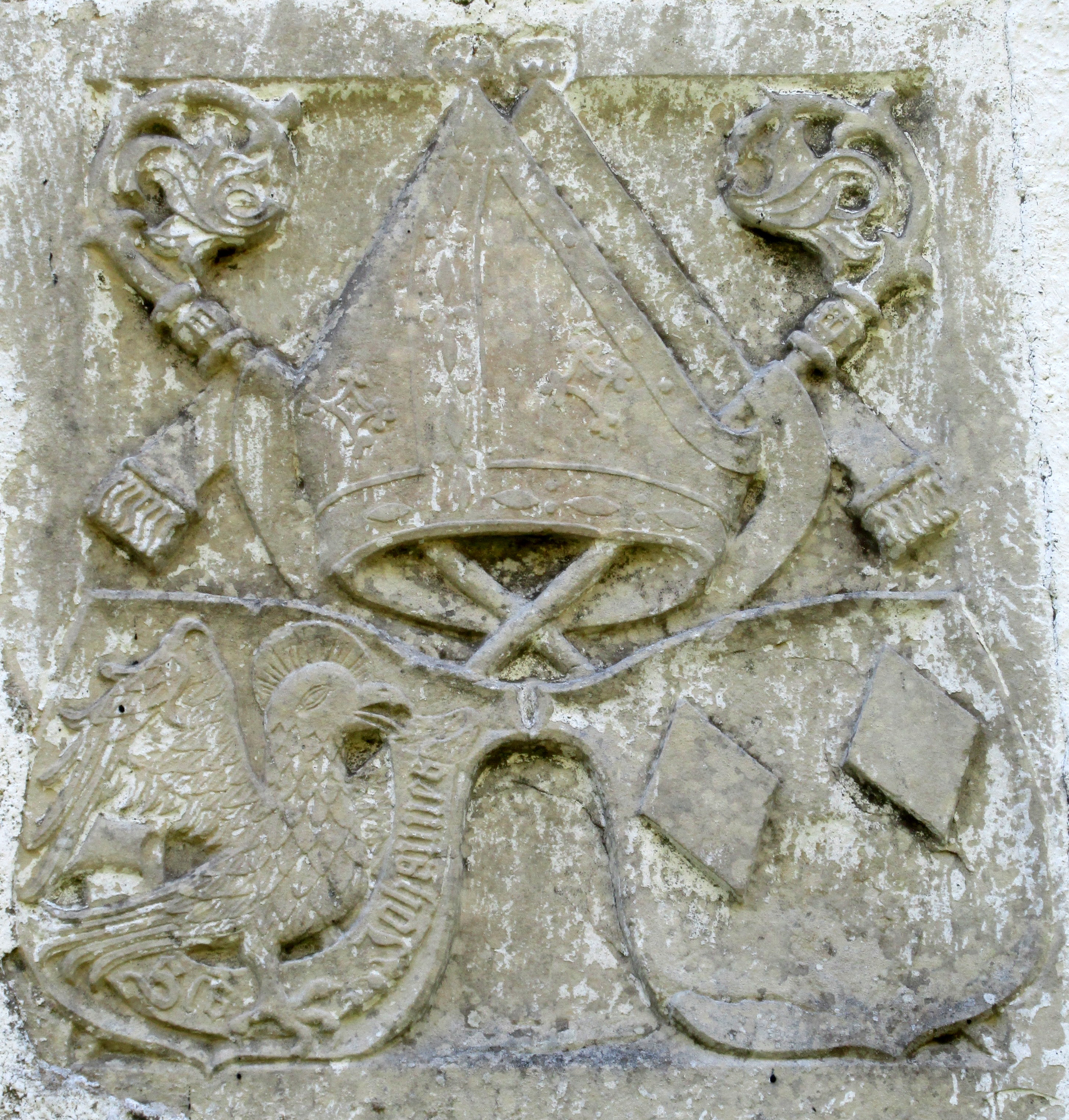
Steen met het wapen van de bisschop van Ösel-Wiek
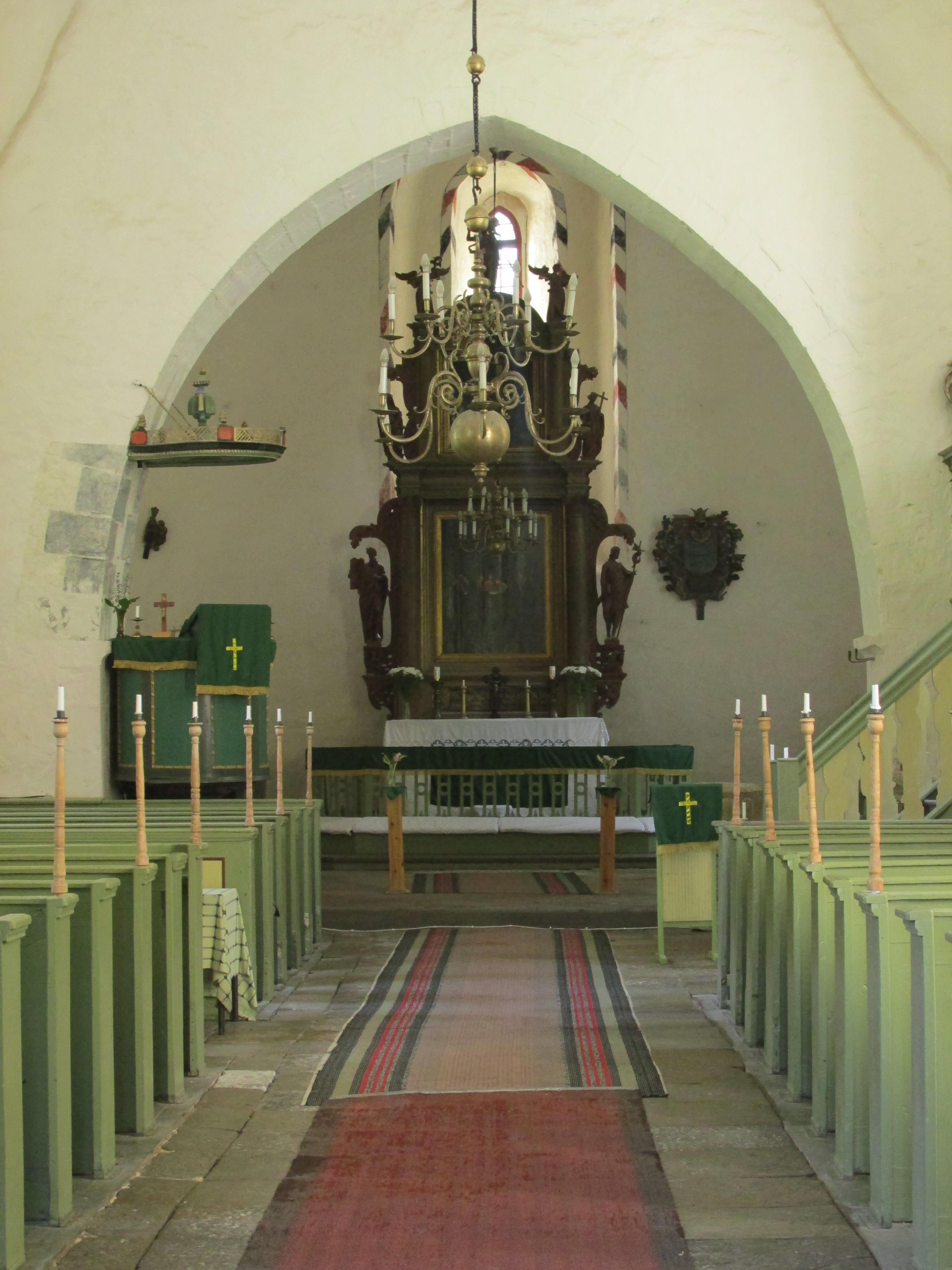
Interieur
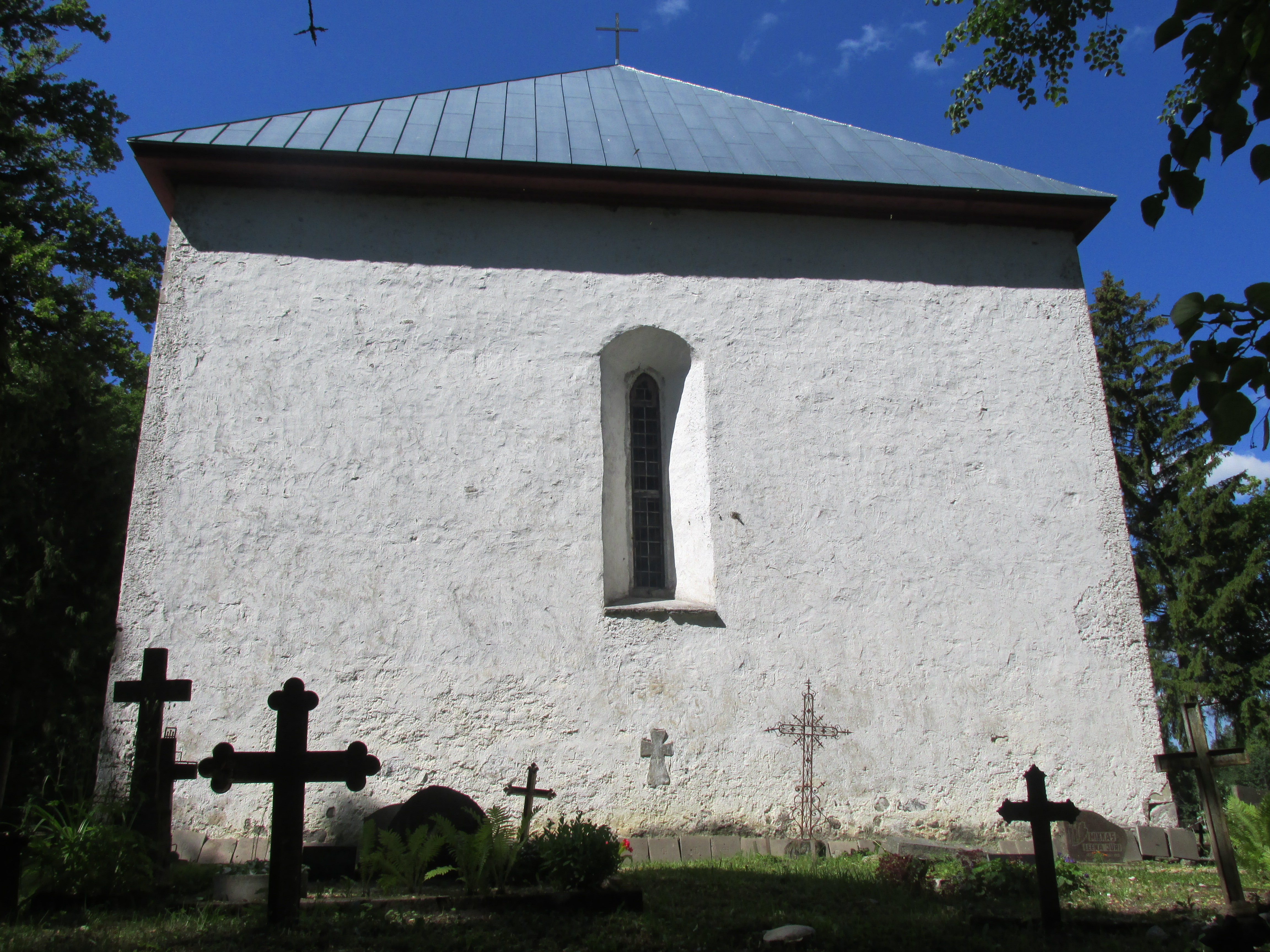
Kapel op het kerkhof
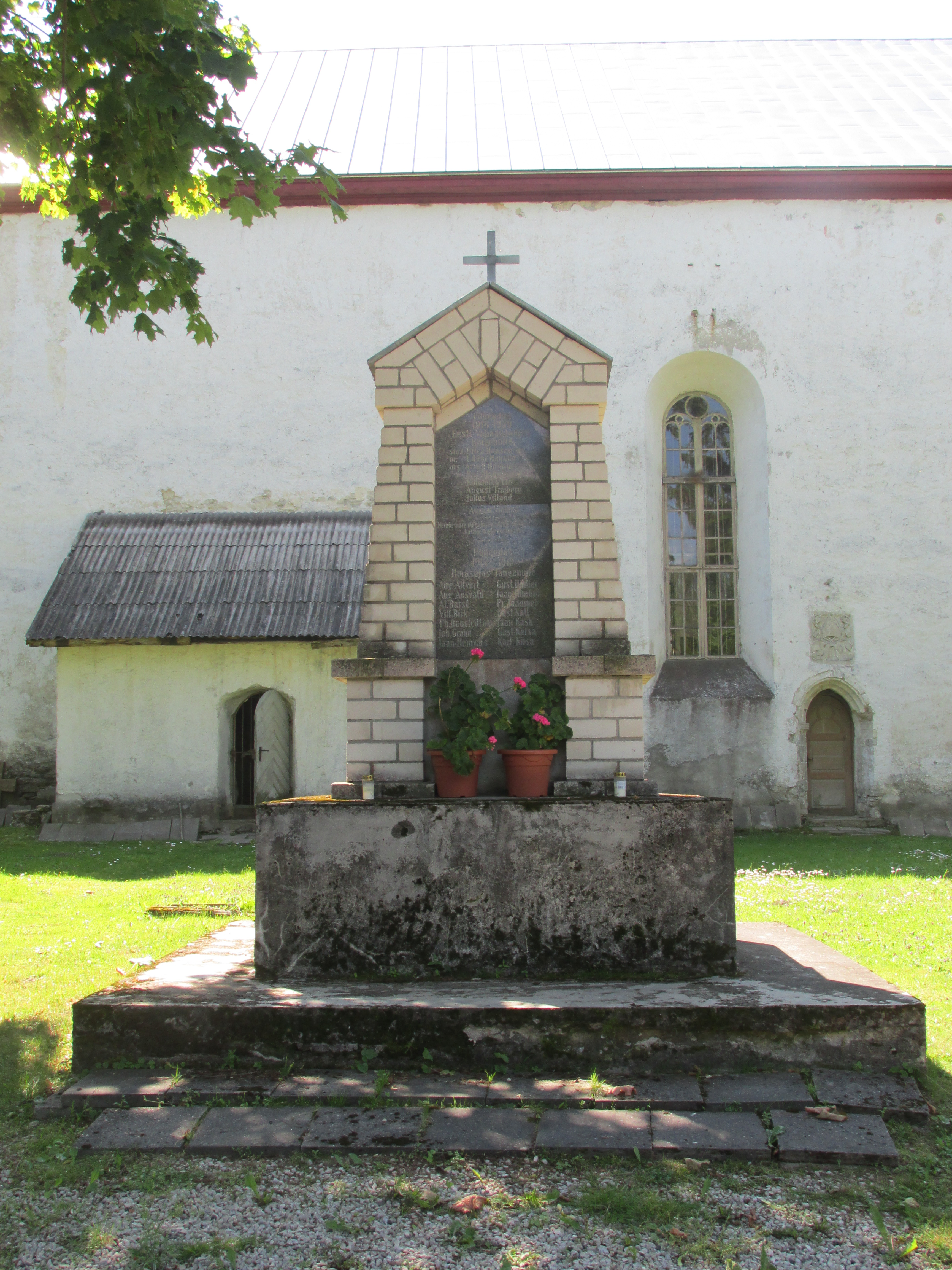
Monument voor de gevallenen in de Estische Onafhankelijk-heidsoorlog